# Kinghamia angustifolia
Kinghamia angustifolia là một loài thực vật có hoa trong họ Cúc. Loài này được (Benth.) C.Jeffrey mô tả khoa học đầu tiên năm 1988.